# Pohřeb Karla Gotta
Pohřeb Karla Gotta byl několikafázový smuteční obřad po smrti českého zpěváka Karla Gotta v říjnu 2019. V pátek 11. října 2019 se uskutečnilo rozloučení ze strany široké veřejnosti. Den nato proběhl pohřeb se státními poctami a následná kremace.
Zpěvák Karel Gott zemřel před půlnocí 1. října 2019. Na návrh předsedy vlády Andreje Babiše kabinet nejdříve schválil státní pohřeb. Následně došlo ke změně rozhodnutí z důvodu, že státní pohřeb by měl mít jen prezident, a byl ohlášen pohřeb se státními poctami v sobotu 12. října 2019 a zádušní mší v katedrále svatého Víta na Pražském hradě. Na 11. října 2019 bylo vyhlášeno rozloučení s Karlem Gottem pro veřejnost v paláci Žofín, kam přišlo zhruba 50 000 občanů.

## Obřady

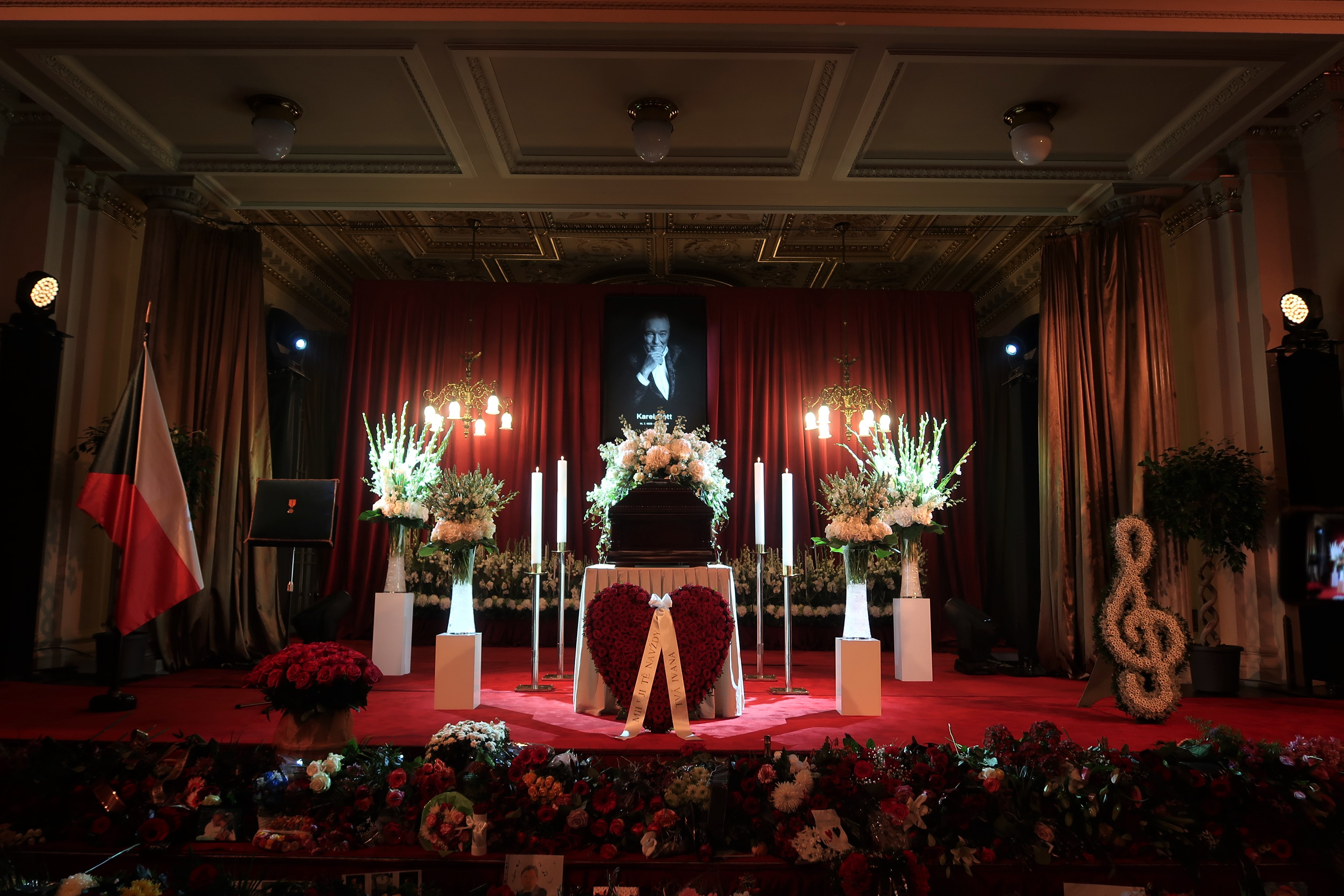
Katafalk s rakví Karla Gotta v paláci Žofín při posledním rozloučení pro veřejnost 11. října 2019

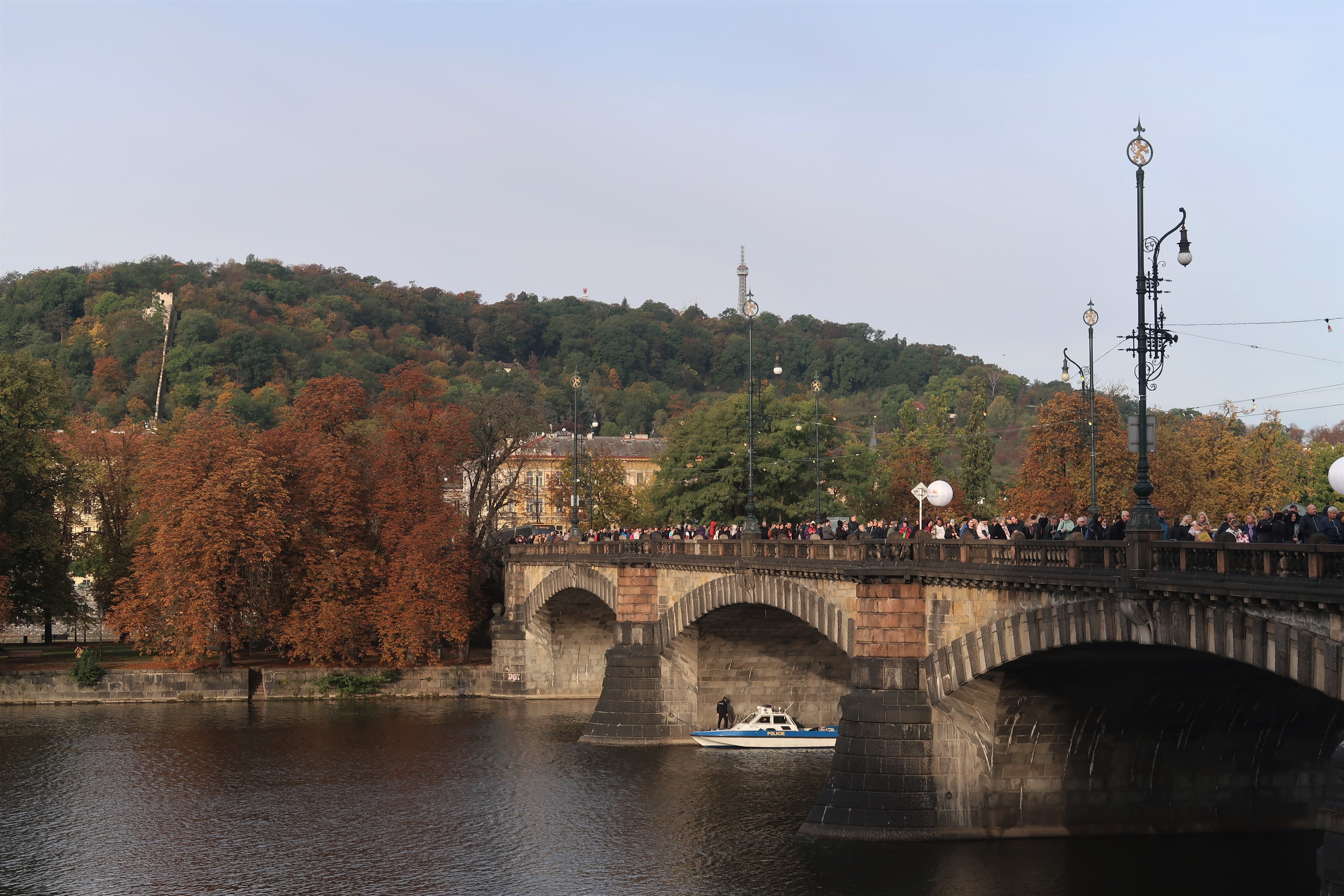
Fronta čekajících na poslední rozloučení na mostě Legií 11. října 2019

Rozloučení s Karlem Gottem proběhlo oficiálně dvakrát:
- Pro veřejnost
  - Datum: 11. října 2019, 8:00–22:00 hodin
  - Místo: palác Žofín v Praze
  - Účast: 50 000 lidí

- Pohřeb se státními poctami
  - Datum: 12. října 2019, dopoledne
  - Místo: Katedrála Sv. Víta na Pražském hradě
  - Účast: pro zvané (rodina, osobnosti uměleckého života, politici), 3 000 lidí před katedrálou.

## Vývoj

### 1. října 2019
Dne 1. října 2019 krátce před půlnocí zemřel v rodinném kruhu český populární zpěvák Karel Gott.

### 2. října 2019
Na druhý den se v 10:13 na internetu objevila první zpráva o zpěvákově úmrtí. Premiér Andrej Babiš navrhl české vládě na mimořádném zasedání konání státního pohřbu. Vláda návrh schválila. O konání tohoto státního pohřbu musela rozhodnout rodina zemřelého Karla Gotta. Pohřeb se měl konat v Katedrále sv. Víta, Václava a Vojtěcha, datum nebylo oznámeno.

### 3. října 2019
Dne 3. října Andrej Babiš uvedl, že se státní pohřeb neuskuteční. Vláda zjistila, že státní pohřeb mohou mít pouze prezidenti ČR. Namísto toho byl tedy schválen pohřeb se státními poctami. V tento den také Gottova manželka Ivana oznámila, že veřejné rozloučení proběhne 11. října od 8:00 do 22:00 hodin v Paláci Žofín na Slovanském ostrově. Po dohodě Ivany Gottové s Arcibiskupstvím pražským byla naplánována také neveřejná zádušní mše (sloužil ji kardinál Dominik Duka).

### 11. října 2019
11. října se v pražském paláci Žofín ve Velkém sále uskutečnilo veřejné rozloučení s Karlem Gottem. Někteří fanoušci čekali i přes 15 hodin před otevřením paláce. Fronta dosahovala až na druhý břeh Vltavy (měla přes pět kilometrů). Lidé čekali několik hodin, než se dostali do paláce a každý účastník mohl strávit u rakve zesnulého přibližně 30 sekund. Před palácem byly také umístěny 4 kondolenční knihy. U rakve stáli dva vojáci české armády. Dobrovolníci Českého červeného kříže dohlíželi na zdravotní stav kondolujících a rozlévali jim čaj, aby neprochladli.
Celkem palác Žofín navštívilo 49 tisíc lidí.

### 12. října 2019
12. října byl vyhlášen státní smutek za Karla Gotta.
Toho dne se uskutečnila v Katedrále sv. Víta, Václava a Vojtěcha na Pražském hradě zádušní mše (requiem) za Karla Gotta, kterou celebroval pražský arcibiskup a primas český, kardinál Dominik Duka. Této zádušní mše se zúčastnila rodina a přátelé Karla Gotta (např. Lucie Bílá a Jiřina Bohdalová). Při pohřbu se rozezněl i zvon Zikmund. Mše se zúčastnili také vysocí ústavní činitelé včetně prezidenta republiky Miloše Zemana a premiéra Andreje Babiše, členové vlády a další čeští politici. Zúčastnit mše se směli jen pozvaní hosté. Přítomen byl také slovenský premiér Peter Pellegrini.
ČT1, ČT24 a TV Nova vysílaly přímý přenos této mše. Přímý přenos byl vysílán také na internetu a na velkoplošných obrazovkách poblíž chrámu.
Rodina doprovodila zpěváka na jeho poslední cestě v sobotu 12. října 2019, kdy byla rakev s tělesnými pozůstatky krátce po obřadu převezena do Motolského krematoria v Praze.

### 26. října 2019
Dne 26. října Ivana Gottová veřejně oznámila, že Karel Gott bude pohřben na hřbitově v Malvazinkách.

### 18. prosince 2019
18. prosince proběhlo vložení urny do nově vybudovaného hrobu.